# ホテルグリーンプラザ白馬
ホテルグリーンプラザ白馬（ホテルグリーンプラザはくば、英文HOTEL GREEN PLAZA HAKUBA）は、長野県北安曇郡小谷村にある白馬コルチナ国際スキー場内の大型リゾートホテルである。

## 客室
- コルチナルーム（定員4名、23室）[2]
- スタンダードルーム（定員5名、257室）[2]
- コルチナルーム・メゾネット（定員2名、10室）[2]
- スタンダードルーム・メゾネット（定員7名、48室）[2]

合計で275室。いずれも、メゾネットタイプは2階建ての客室となっている。

## 館内施設
- レストラン「アルプス」（2階、370席）[2]
- レストラン「安曇野」（地下1階、263席）[2]
- ティーラウンジ「りりかる」（1階、100席）[2]
- 奥白馬温泉「白馬コルチナ美人の湯」 - 2009年に開湯した地下1,221mから動力揚湯（毎分62.6リットル）により湧出する自家源泉[3]。微黄白濁の重曹泉（または、ナトリウム炭酸水素塩泉（中性低張性高温泉）[3]）で、炭酸水素イオンが豊富である[2]。泉温は58.6℃前後[3]。大風呂、ジャグジー、寝湯の3種類を完備[2]。
- 展望岩風呂 - 岩作りの展望大浴場。沸かし湯を使用しており、薬湯、うたせ湯、かぶり湯、ドライサウナ、ミストサウナ、水風呂を完備[2]。
- キッズハウス（ホテル前のログハウス1階にある託児所）[2]。
- カラオケBOX（地下1階）[2]
- 売店（1階）[2]
- ゲームコーナー（地下1階）[2]
- 卓球（1階）[2]

## アクセス
出典→
- 車で
  - E18上信越自動車道で長野ICより、国道19号、白馬長野オリンピック道路、国道148号経由で約90分。
  - E19長野自動車道安曇野ICより、国道148号経由で約90分。
  - E8北陸自動車道糸魚川ICより、国道148号経由で約50分。
- 電車で
  - JR西日本大糸線南小谷駅より、無料送迎バスにて約20分。